# A-1 hrvatska košarkaška liga za žene 2001./02.
A-1 ligu, najviši rang hrvatskog košarkaškog prvenstva u ženskoj konkurenciji je za sezonu 2001./02. osvojila ekipa Gospić Inero.

## Sudionici
- Gospić Inero, Gospić
- Mursa, Osijek
- Požega, Požega
- Salona, Solin
- Šibenik Jolly JBS, Šibenik *
- Zadar, Zadar
- Agram, Zagreb
- Croatia Fila, Zagreb *
- Medveščak, Zagreb
- Montmontaža, Zagreb

* prvi dio prvenstva igrali u EWWL ligi

## Ljestvice i rezultati

### Prvi dio sezone
| mj | klub         | ut | pob | por | koševi | KR   | bod |                |
| -- | ------------ | -- | --- | --- | ------ | ---- | --- | -------------- |
| 1. | Montmontaža  | 14 | 13  | 1   |        | 516  | 27  | Liga za prvaka |
| 2. | Gospić Inero | 14 | 12  | 2   |        | 388  | 26  | Liga za prvaka |
| 3. | Medveščak    | 14 | 11  | 3   |        | 93   | 25  | Liga za prvaka |
| 4. | Požega       | 14 | 6   | 8   |        | -153 | 20  | Liga za prvaka |
| 5. | Mursa        | 14 | 5   | 9   |        | -245 | 19  |                |
| 6. | Agram        | 14 | 4   | 10  |        | -127 | 18  |                |
| 7. | Zadar        | 14 | 3   | 11  |        | -224 | 11  |                |
| 8. | Salona       | 14 | 2   | 12  |        | -252 | 16  |                |

### A-1 Liga za prvaka
| mj | klub              | ut | pob | por | koševi | KR   | bod |             |
| -- | ----------------- | -- | --- | --- | ------ | ---- | --- | ----------- |
| 1. | Gospić Inero      | 10 | 8   | 2   |        | 169  | 18  | doigravanje |
| 2. | Montmontaža       | 10 | 7   | 3   |        | 125  | 17  | doigravanje |
| 3. | Croatia Fila      | 10 | 7   | 3   |        | 70   | 17  | doigravanje |
| 4. | Šibenik Jolly JBS | 10 | 5   | 5   |        | 74   | 15  | doigravanje |
| 5. | Medveščak         | 10 | 3   | 7   |        | -52  | 13  |             |
| 6. | Požega            | 10 | 0   | 10  |        | -386 | 10  |             |

### Doigravanje
| klub1                                                                                              | omjer         | klub2             | rezultati                  |
| poluzavršnica                                                                                      | poluzavršnica | poluzavršnica     | poluzavršnica              |
| -------------------------------------------------------------------------------------------------- | ------------- | ----------------- | -------------------------- |
| Gospić Inero                                                                                       | 2-1           | Šibenik Jolly JBS | 90:80, 64:76, 66:57        |
| Montmontaža                                                                                        | 2-0           | Croatia Fila      | 89:76, 89:76               |
| |               |                   |                            |
| završnica                                                                                          |               |                   |                            |
| Gospić Inero                                                                                       | 3-1           | Montmontaža       | 78:53, 73:83, 84:66, 67:54 |
| |               |                   |                            |
| rezultat podebljan - domaća utakmica kluba1 rezultat normalne debljine - godtujuća utakmica kluba1 |               |                   |                            |